# ناکائورا جولین
ناکائورا جولین (به ژاپنی: 中浦ジュリアン)؛(تاریخ ورودی نامعتبر است – ۲۱ اکتبر ۱۶۳۳) یکی از چهار نوجوان مسیحی بود که در سال ۱۵۸۲ همراه با گروه اعزامی تنشو از ژاپن به روم رفت. وی پس از بازگشت به ژاپن در سال ۱۵۹۰ با تویوتومی هیده‌یوشی دیدار کرد؛ و در سال بعد همراه با سه عضو دیگر این گروه به انجمن عیسی در ژاپن وارد شد. وی فعالیت خود را در جهت گسترش مسیحیت ادامه داد و پایگاه خود را هاکاتا در استان فوکوئوکا در جنوب ژاپن قرار داد. در سال ۱۶۱۳ و پس از ممنوعیت مسیحیت در ژاپن توسط دایمیوی این قلمرو کورودا ناگاماسا از این قلمرو رانده شد و به ناگاساکی نقل مکان کرده پس از آن او ۲۰ سال مخفیانه به عنوان مبلغ مسیحیت فعالیت کرد تا سرانجام دستگیر شد و در سال ۱۶۳۳ از طریق یکی از دردناک‌ترین روش‌های اعدام بنام «وارونه آویزان کردن» که در آن خون در مغز فرد به حدی جمع می‌شود که موجب مرگ او می‌شود، اعدام شد.